# 尼古拉斯·尼葛洛龐帝

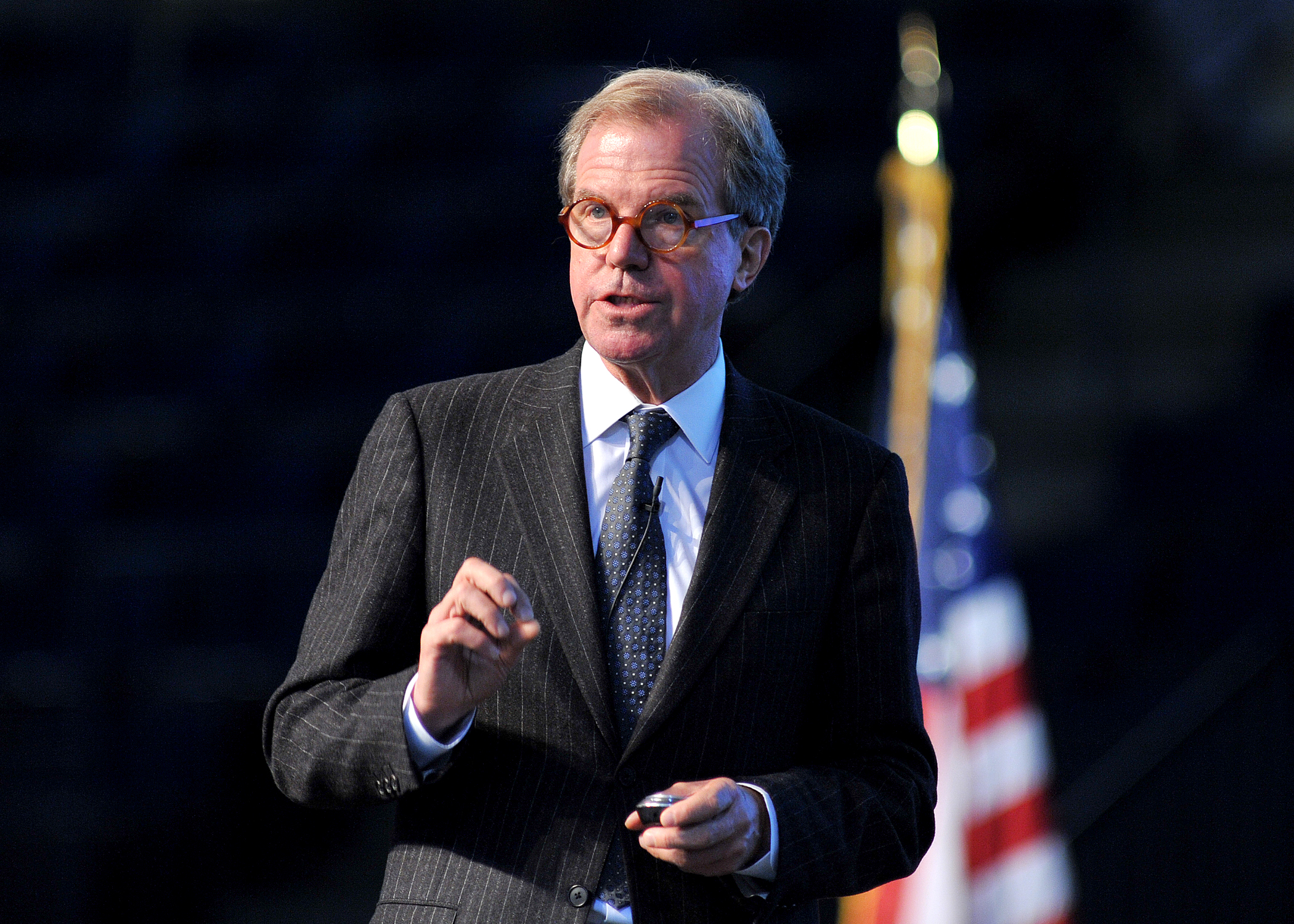
尼古拉斯·尼葛洛龐帝

尼古拉斯·尼葛洛龐帝（Nicholas Negroponte，1943年12月1日—），美國電腦科學家，他最為人所熟知的是麻省理工學院媒體實驗室的創辦人兼執行總監。他的哥哥約翰·尼葛洛龐帝（John Negroponte）是首任美国国家情报总监，曾任美國常務副國務卿。

## 生平
尼古拉斯·尼葛洛龐帝出生於紐約市上東城，是希臘船東的兒子，1961年他考取康乃迪克州瓦林福特（Wallingford）的住宿制私立高中——喬特·羅斯瑪麗學校（Choate Rosemary Hall），之後他進入麻省理工學院（MIT），以電腦輔助設計的特殊專攻成為研究生，並在1966年取得麻省理工學院的建築系學士與碩士學位，同年加入麻省理工學院的系所任教，之後的數年除了任教於麻省理工學院外，也以客座教授身份奔波於耶魯大學、密西根大學以及加州柏克萊大學。
1968年他創辦了麻省理工學院的Architecture Machine Group，結合實驗室與智囊團以學習研究新的人機互動介面方式。
1985年他與時任MIT校長傑羅姆·威斯納（Jerome Wiesner）為學校創辦媒體實驗室（MIT Media Lab），此是針對新媒體進行鑽研的前瞻電腦科學實驗室，同時也是個高科技練功房，專門在人機互動介面上的研發投入。
1992年，他以少數投資者的身份參與《連線雜誌》的創刊，而在1993年至1998年間，他每月皆貢獻一篇專欄文章在該雜誌，不斷重複論述一個基本議題，即是他的信念："Move bits, not atoms."，意思是「由原子的世界蛻變至位元世界」。
尼古拉斯·尼葛洛龐帝將他過去在《連線雜誌》專欄中寫過的諸多想法擴充到他1995年出版的著書Being Digital中（台譯本：《數位革命》，譯者：齊若蘭，簡體譯本：《數字化生存》，譯者：胡泳），其中也包含他的知名推測：互動世界、娛樂世界、資訊世界終將合而為一。這本暢銷書之後也被翻譯成二十多種語言來發行。不過評論家也質疑他的技術烏托邦（techno-utopian）想法，在新技術方面的觀點並沒有考慮到歷史、政治、文化等現實因素。2000年.com泡沫發生後，此書便快速地過時。

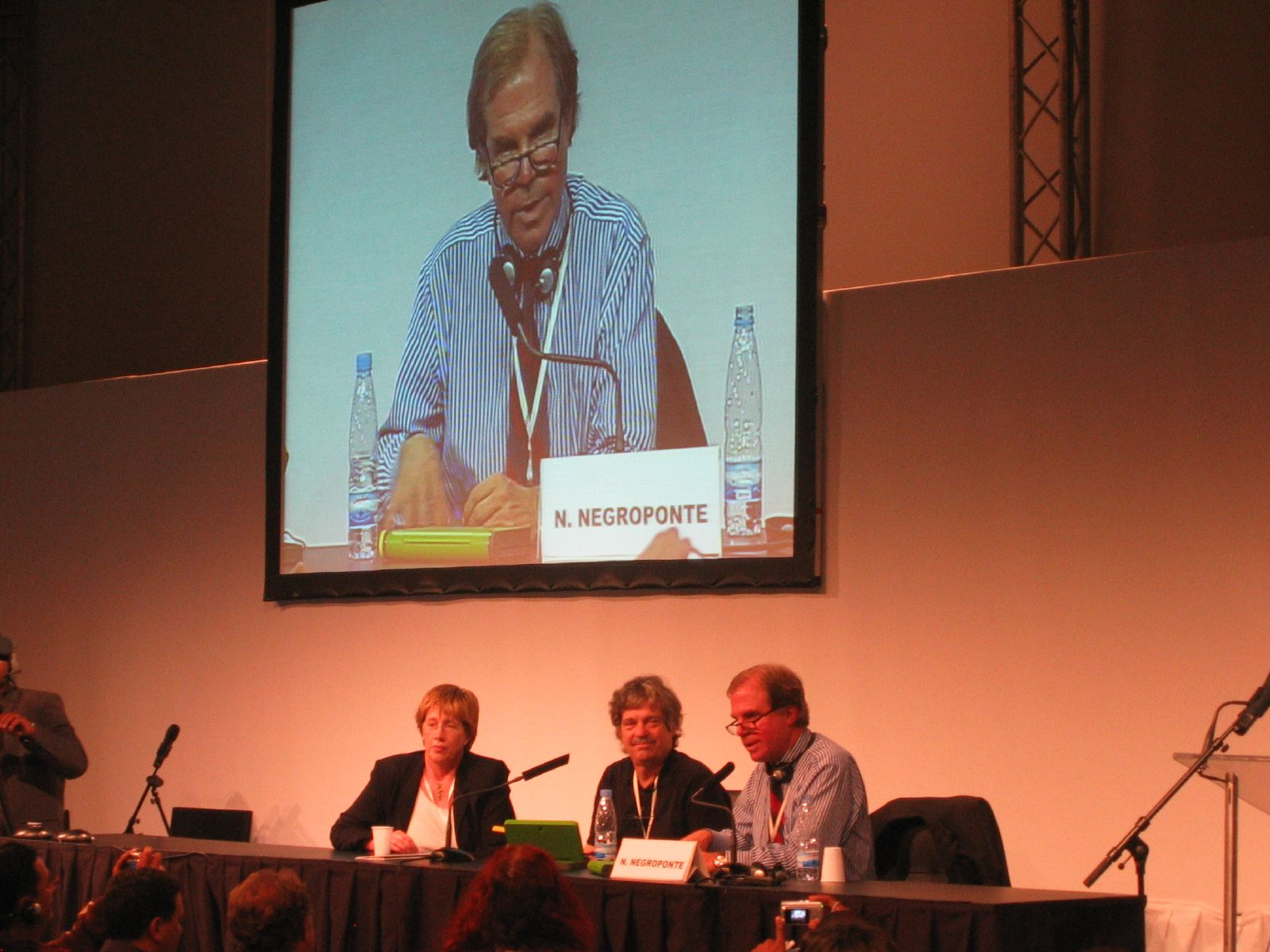
尼古拉斯·尼葛洛龐帝介紹百元電腦

到了2005年11月，在突尼西亞首都突尼斯舉辦的資訊社會世界峰會（WSIS, World Summit on the Information Society）中，他揭露了一部針對開發中國家的學童所設計的100美元筆記型電腦，這個學童電腦專案是其更廣遠推行計畫：OLPC（One Laptop Per Child）的一部份，此一非營利的構想是由他與MIT媒體實驗室的成員所共同發起，期望延伸網際網路的使用到開發中的國度。
而2006年2月時他離開了媒體實驗室，好更專注於OLPC的專案，而媒體實驗室的新主持人為企業家法蘭克·莫斯（Frank Moss）。
此外他也是多家公司的董事，如摩托羅拉（Motorola）、Ambient Devices等。同時他30年來也也投資超過30家的新創公司，如Zagats、Wired以及Skype等。

## 外部連結
- （英文）尼葛洛龐帝在媒體實驗室的個人首頁 （页面存档备份，存于）
- （英文）Wired雜誌對他的專訪 （页面存档备份，存于）
- （英文）Negroponte的願景：第三世界國度的筆記型電腦 （页面存档备份，存于）
- （英文）他談論關於OLPC
- （英文）Negroponte在麻省理工學院技術研討會中談論OLPC
- （英文）Nicholas Negroponte的視訊專訪
- （英文）在Pop!Tech 2005的演講 （页面存档备份，存于）-ITConversations.com